# Calle San Juan de la Palma
La calle San Juan de la Palma es una vía pública de la ciudad española de Sevilla, situada en el barrio de Feria.

## Descripción
La vía nace de la calle Regina, donde conecta con Madre María de la Purísima, y discurre hasta llegar a Santa Ángela de la Cruz, donde entronca con Gerona y Dueñas. Debe el título a la iglesia de San Juan de la Palma. Aparece descrita en la Noticia histórica del origen de los nombres de las calles de esta ciudad de Sevilla (1839) de Félix González de León con las siguientes palabras:

Calle de san Juan de la Palma. Toma el nombre de esta parroquia á que pertenece, porque pasa desde las callejuelas de Regina, por delante de dicha parroquia á la calle de los Laneros, y es divisoria de los cuarteles C. y D. Calle principal de la iglesia, es como dicen los azulejos; en ella tenian su casa de hospedería los padres de san Gerónimo, sin que halla otra cosa que observar.
(González de León, 1839, p. 342)